# Увальське
Увальське (рос. Увальское) — село у Татарському районі Новосибірської області Російської Федерації.
Входить до складу муніципального утворення Увальська сільрада. Населення становить 661 особа (2010).

## Історія
Згідно із законом від 2 червня 2004 року органом місцевого самоврядування є Увальська сільрада.

## Населення
| 2002 | 2007 | 2010 |
| ---- | ---- | ---- |
| 817  | ↘814 | ↘661 |